# ماسح الأجرام القريبة من الأرض كامبو إمبريتر

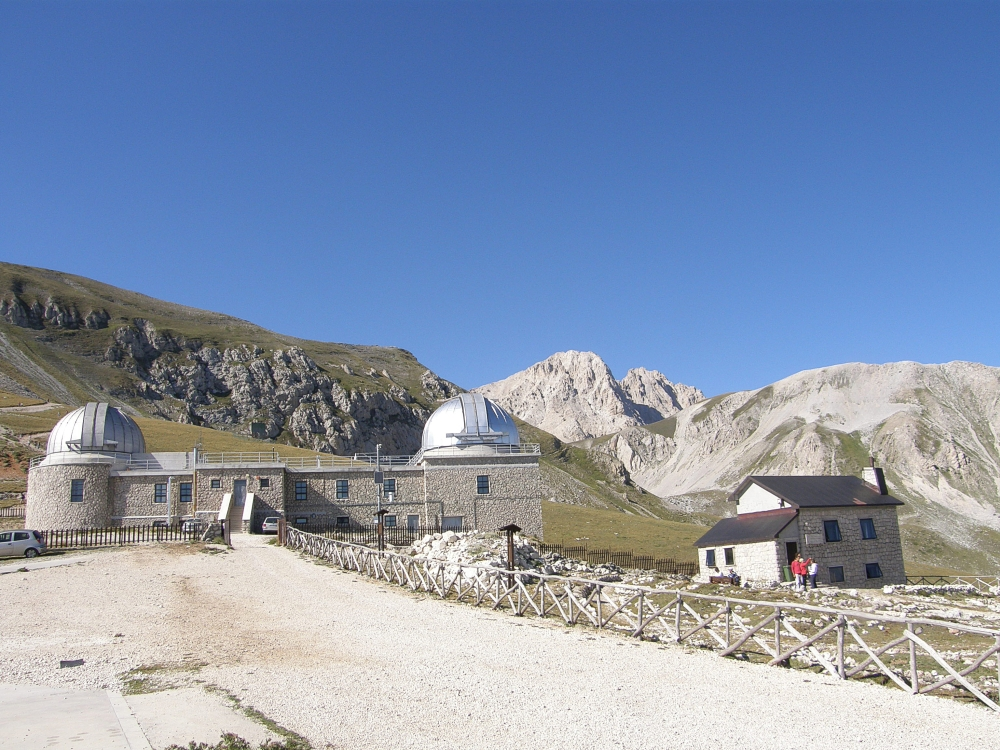
صورة المرصد في وضح النهار

ماسح الأجرام القريبة من الأرض كامبو إمبريتور , أو (CINEOS) هو مشروع بدأ في العام 2001 بهدف اكتشاف الكويكبات والمذنبات خصوصاً تلك القريبة من الأرض.
يعود الفضل نوعاً ما إلى هذا الماسح في اكتشاف مجموعة كويكبات أتيرا وكويكبات آتن , وذلك عن طريق تمديد نطاق المسح في استطالات شمسية معينة (حتى مقدار 21 درجة في المنطقة المقابلة).
بين أغسطس 2001 و نوفمبر 2004 قام الماسح بقياس مواقع أكثر من 61 الف كويكب واكتشف قرابة 1500 جرم جديد، من ضمنها ستة أجرام قريبة من الأرض و قنطور واحد، في سبتمبر 2003 تم ترتيب الماسح على أنه الخامس من بين أكثر المكتشفين.
يقبع الماسح في محطة كامبو إمبيراتوري في مرصد روما بالقرب من قمة غران ساسو , بارتفاع يبلغ 2150 متر، محطة الرصد كلها قابعة على بعد 130كم شمالي شرق روما.
تم كذلك استخدام المرصد القابع في تورينو ليعمل في هذا المشروع، والذي كان يشغل مقراب من نوع شميدت (60-90-183 سم) , يعمل البرنامج لمدة 10 إلى 14 يوم بالشهر غالباً في الربع الأول والأخير للقمر.

## المهمة
للماسح نشاطان علميان رئيسان وهما:
أولاً: البحث عن الأجرام القريبة من الأرض مع تركيز النشاطات على استطالة شمسية صغيرة، وذلك لتحسين أنظمة المراقبة الأرضية المكتشفة لـ:
- مجموعة الكويكبات آتن.
- مجموعة كويكبات أتيرا.

اكتشافات الأجرام القريبة من الأرض قد نمت بشكل كبير منذ عام 2001 حتى 2005 , المعرفة بالأجرام ذات المحور شبه الأساس لا زالت بشكل كبير مجهولة (كويكبات آتن) , أو مجهولة بشكل كامل (كويكبات أتيرا) , وأغلب المشاريع تركز على هذه المناطق بشكل كبير والتي لا زالت إمكانية رؤيتها صعبة للغاية إن لم تكن مستحيلة.
كويكبات آتن مهمة للغاية بسبب أن محاكيات عديدة أظهرت أن هناك احتمالية كبيرة بأن تكون هذه الكويكبات هي صاحبة أعلى الفرص للاصطدام مع الأرض.
ثانياً: المهمة الثانية للماسح تمثلت في توفير دعم معلوماتي فلكي سريع لـ:
- متابعة الأجرام القريبة من الأرض في الحالات الطارئة التي تتطلبها الرواصد.
- معالجة الظهور المستقبلي للأجرام القريبة من الأرض.
- متابعة الأجرام الصغيرة ذات المدارات الغير مألوفة.